# Abdulbaset Sida
Abdulbaset Sida, även Abd ul-Baset Sida (arabiska: عبد الباسط سيدا, ʻAbd al-Bāsiṭ Sīdā), född i Amuda den 22 juni 1956, är en kurdisk-syrisk politiker och tidigare president för Syriens nationella råd. Han valdes den 10 juni 2012 för att inneha posten i tre månader och ersätter Burhan Ghalioun. Han betraktas som en expert på gamla civilisationer och har skrivit ett flertal böcker om Syriens kurdiska minoritet.
Sida är född i Amuda, en huvudsakligen kurdisk stad i nordöstra Syrien Han fick en doktorstitel från Universitetet i Damaskus och var universitetsprofessor i Libyen från 1991 till 1994. Efter detta gick han i exil till Sverige där han jobbat som arabisklärare.
Han såg sin huvuduppgift i sin politiska roll som att bredda och reformera organisationen och göra den mer inkluderande och demokratisk. Han ville stärka banden till den Fria syriska armén, en löst sammansatt organisation av avhoppare från den syriska armén, och Han har uppmanade FN att anta en resolution som sanktionerar militärt ingripande i Syrien.